# Cité de Swansea
Pour les articles homonymes, voir Swansea (homonymie).
La cité de Swansea (city of Swansea en anglais) est une ancienne zone de gouvernement local de deuxième niveau du pays de Galles.
Créée au 1er avril 1974 au sein du comté du West Glamorgan par le Local Government Act 1972, elle est abolie le 31 mars 1996 en vertu du Local Government (Wales) Act 1994. Avec une partie du borough de la Lliw Valley, son territoire est constitutif du comté de Swansea institué à partir du 1er avril 1996.

## Géographie
Le territoire de la cité relève du comté administratif du Glamorgan et du borough de comté de Swansea. Au 1er avril 1974, il constitue, avec les districts de l’Afan, de la Lliw Valley et de Neath, le comté du West Glamorgan, zone de gouvernement local de premier niveau créée par le Local Government Act 1972,.
Alors que la cité admet 181 321 habitants au recensement de 1981, 173 870 résidents sont comptabilisés lors du recensement de 1991. La superficie du territoire de la cité est évaluée à 60 504 acres en 1978,,.

## Toponymie
Simplement défini par un ensemble de territoires par le Local Government Act 1972, le district prend le nom officiel de Swansea en vertu du Districts in Wales (Names) Order 1973, un décret en Conseil du 8 janvier 1973 pris par le secrétaire d’État pour le Pays de Galles,.
Ainsi, la cité tient son appellation de Swansea, la principale agglomération du territoire.

## Histoire
Le district de Swansea est érigé au 1er avril 1974 à partir des territoires suivants, :
- le borough de comté de Swansea ;
- et le district rural de Gower.

Alors que la notion de borough de comté est abolie par le Local Government Act 1972, le statut de borough est conféré au nouveau district par un décret en Conseil du 13 novembre 1973, avec une entrée en vigueur au 1er avril 1974. Aussi, Élisabeth II concède au nouveau district le statut de cité par lettres patentes du 1er avril 1974 publiées à la London Gazette du 4 avril. Dès lors, il est permis à la zone de gouvernement local de s’intituler « cité de Swansea » (city of Swansea en anglais) tandis que son assemblée délibérante prend le nom de « conseil de cité de Swansea » (Swansea City Council en anglais) au sens de la section 21 du Local Government Act 1972,,.
Élisabeth II accorde au maire de la cité la position de lord mayoralty par lettres patentes du 22 mars 1982 publiées à la London Gazette du 25 mars. En d’autres termes, le président du conseil de cité reçoit la dignité de « lord-maire de la cité de Swansea » (Lord Mayor of the city of Swansea en anglais).
Le district est aboli au 31 mars 1996 par le Local Government (Wales) Act 1994, son territoire relevant désormais du comté de Swansea au sens de la loi.